# Luigi Maria d'Albertis
Luigi Maria d'Albertis (Voltri, 21 november 1841 – Sassari, 2 september 1901) was een Italiaanse ontdekkingsreiziger en natuuronderzoeker, die in 1875 de eerste Italiaan was die de Fly River in kaart bracht in wat nu Papoea-Nieuw-Guinea wordt genoemd. Hij ondernam drie reizen op deze rivier van 1875 tot 1877. De eerste werd uitgevoerd in de stoomboot SS Ellengowan en de andere twee in het kleinere schip de Neva, dat was gecharterd door de regering van New South Wales. Tijdens de drie reizen was D'Albertis consequent betrokken bij schermutselingen met de verschillende inheemse mensen die langs de rivier woonden, waarbij hij geweervuur, raketten en dynamiet gebruikte om deze lokale mensen te intimideren en soms te doden. Hij gebruikte ook vaak destructieve dynamietvisserij als een techniek om aquatische exemplaren voor zijn verzameling te verkrijgen. Zijn expeditie stal veel voorouderlijke overblijfselen, gereedschappen en wapens uit de huizen van de lokale bevolking. Hij verzamelde ook exemplaren van vogels, planten, insecten en de hoofden van onlangs gedode inheemse mensen. Hedendaagse ontdekkingsreizigers en koloniale bestuurders van d'Albertis waren bijna universeel kritisch over de methoden die D'Albertis gebruikte tijdens zijn expedities naar de Fly River en modernere verslagen, zoals Goode's Rape of the Fly zijn even veroordelend.

## Biografie

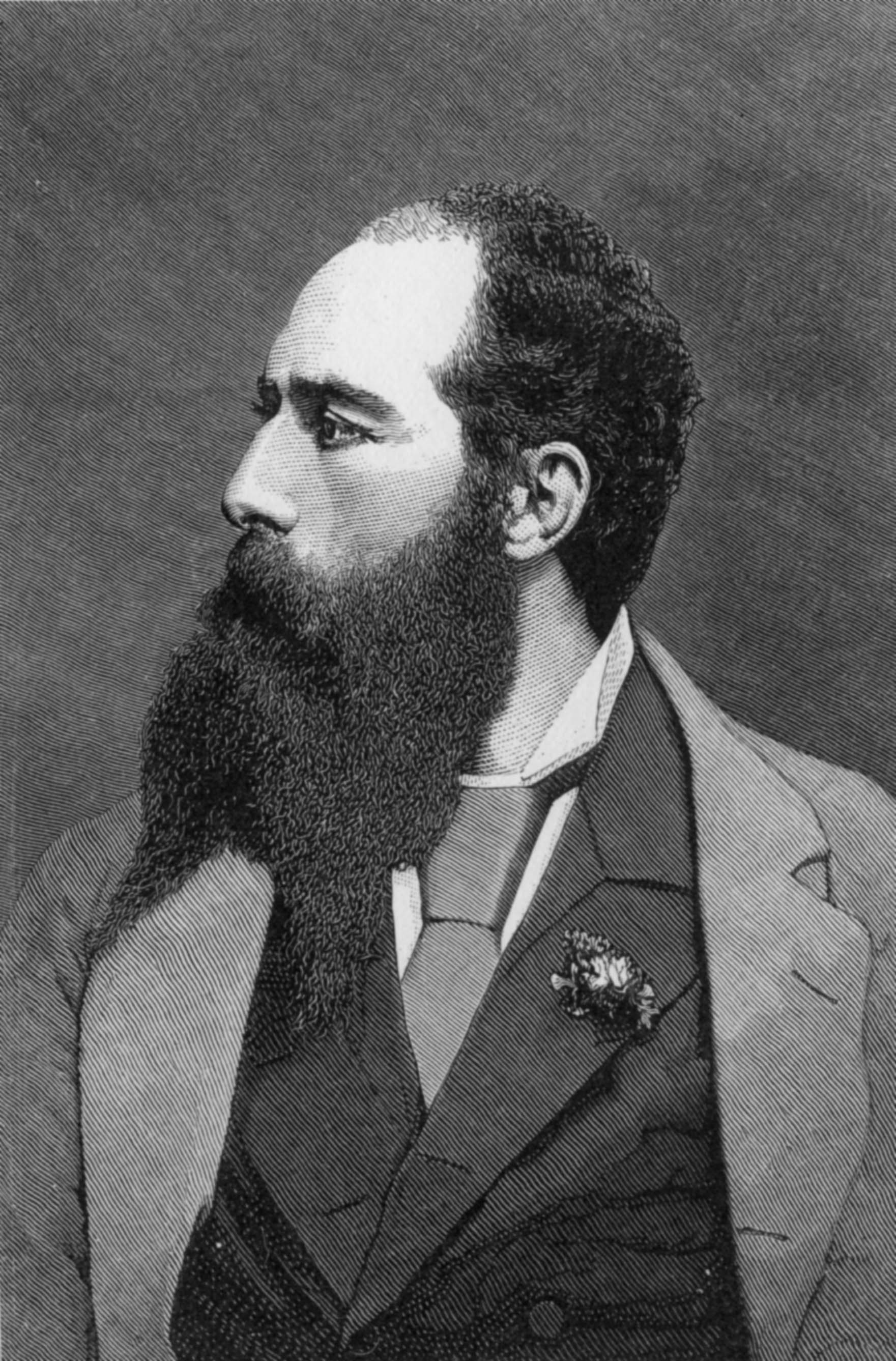
Luigi Maria d’Albertis

### Vroege jeugd
D'Albertis werd geboren in 1841 in Voltri in Italië. Op achttienjarige leeftijd trad hij toe tot het leger van Garibaldi en voegde zich later bij Odoardo Beccari in november 1871 op een expeditie naar het westen van Nieuw-Guinea. Hij bereikte de top van de berg Arfak Geb, maar werd door koorts gedwongen zich terug te trekken en terug te keren naar Sydney om te herstellen. In 1874 keerde D'Albertis terug naar Nieuw-Guinea om een basis op te zetten op Yule Island. Hier verwierf hij bekendheid omdat hij de meest aantrekkelijke jonge inheemse vrouwen in het openbaar kuste en het deed als een gebruikelijk teken van vrede. Hij dreigde ook, met een schelp vol brandende spiritus, opzichtig de oceaan in brand te steken. De meeste van zijn metgezellen en medewerkers lieten hem na deze activiteiten in de steek.

### Reis over de Fly River in 1875
D'Albertis maakte zijn eerste reis naar de Fly River in de stoomboot SS Ellengowan, die vertrok vanuit de Britse koloniale haven van Somerset op het puntje van het schiereiland Cape York. Aan boord waren kapitein Runcie, predikant MacFarlane en de politiemagistraat van Somerset, H.M. Chester met zes troopers van de Queensland Native Police. Hun eerste stop was Tawan Island, waar Chester de inwoners oppakte en hen waarschuwde om niet te stelen van de missionarissen in het gebied. Om zijn punt te benadrukken, beval hij zijn troopers om een nabijgelegen termietenheuvel te vernietigen met kogels van hun Snider Rifles. Toen ze de Fly River begonnen op te varen, kwam D'Albertis in aanvaring met de inheemse bevolking en na een aantal schoten op hun waterscooters te hebben geschoten, verspreidden Chester en zijn troopers hen, waardoor ze in paniek op de vlucht sloegen. Als trofee van de overwinning stal Chester een kano van zestig voet en gebruikte deze als brandhout voor de scheepsmotor. Op andere plaatsen langs de rivier liet D'Albertis dynamiet en raketten afschieten om zowel de inheemse bevolking te intimideren alsook om waterleven te verkrijgen voor voedsel en specimenmateriaal. Bij hun terugkeer stroomafwaarts accepteerden ze een uitnodiging van inheemse mensen om hun dorp binnen te komen, maar Chester en zijn troopers besloten een aantal schoten af te lossen, waarbij ze een paar grote gedomesticeerde varkens doodden en stalen. Chester ging toen door met het plunderen van het dorpslanghuis en nam voorouderlijke en heilige menselijke overblijfselen, wapens en andere artefacten mee voor de verzameling van D'Albertis.

### Reis over de Fly River in 1876
D'Albertis' tweede verblijf aan de rivier was op het schip Neva, die was gecharterd door de regering van New South Wales. Aan boord bevond zich Lawrence Hargrave, een toekomstige luchtvaartpionier. D'Albertis gebruikte opnieuw raketten en dynamiet als angstwapen. Hij verwijderde ingewikkelde schorsgravures op bomen waarvan hij erkende dat het misschien heiligschennis was, maar deed het toch. Evenzo stal hij voorouderlijke botten van heilige langhuizen. De Neva baande zich een weg stroomopwaarts totdat hij door het ondiepe water tot stilstand werd gebracht. Vervolgens stoomden ze stroomafwaarts naar een zijrivier die d'Albertis de Alice River had genoemd (tegenwoordig bekend als de Ok Tedi). Uiteindelijk getroffen door malaria en verlamd door reuma in beide benen, gaf hij zijn nederlaag toe en keerde terug naar de Straat van Torres.

### Reis over de Fly River in 1877
Dit was de laatste en waarschijnlijk de meest bewogen reis van D'Albertis over de Fly River. Op de eerste dag van juni slaagde D'Albertis erin om zijn bemanning en hemzelf te betrekken in een veldslag met een gewapende vloot van inheemse waterscooters. D'Albertis zelf beweerde ongeveer 120 schoten te hebben afgevuurd in deze schermutseling die resulteerde in enkele doden van inheemse mensen. Geen van zijn bemanningsleden werd gedood, maar de romp van de Neva zat vol met pijlen, waarvan sommige door de planken drongen. Het grootste deel van begin juli was D'Albertis betrokken bij dagelijkse botsingen met inheemse mensen langs de rivier, waarbij sommigen van hen werden doodgeschoten. Bij één gelegenheid vond D'Albertis het lijk van een van de gesneuvelden en besloot hij hem te onthoofden en het hoofd te bewaren voor zijn verzameling. Later vermoordde hij een van zijn Chinese bedienden omdat hij weigerde de jungle in te gaan om exemplaren van de lokale fauna te schieten. D'Albertis doodde hem door hem een aantal keer op de rug te slaan met een bamboestok die tijdens de straf brak. De andere Chinese bedienden vluchtten vervolgens de jungle in, liever hun kansen op onbekend terrein wagen dan bij de expeditie te blijven.
Toen D'Albertis eind oktober stroomafwaarts terugkeerde, had hij opnieuw verschillende gevechten waarbij minstens zeven inheemse mensen werden gedood. Na deze ontmoeting was hij uiterst op zijn hoede en beval hij dat elke inheemse kano ter plekke moest worden beschoten. Tijdens deze reis, net als bij de anderen, hield D'Albertis zich regelmatig bezig met dynamietvissen, waarbij hij beweerde dat dynamiet het beste middel is om te gebruiken, vooral bij koraalriffen. Eenmaal terug in de Straat van Torres, dienden twee andere deserteurs van zijn expeditie een aanklacht in tegen D'Albertis voor de moord op zijn Chinese bedienden. De politierechter H.M. Chester, een collega van D'Albertis, verwierp de aanklacht onmiddellijk en zette de twee Polynesische mannen 16 weken gevangen op beschuldiging van muiterij. D'Albertis wilde dat de mannen werden geëxecuteerd, maar aanvaardde met tegenzin het vonnis.
Niet lang daarna keerde D'Albertis terug naar Europa met zijn overvloed aan gestolen goederen. Zijn neef, mede-ontdekkingsreiziger Enrico Alberto d'Albertis, huisvestte veel van Luigi's exemplaren in Castello D'Albertis. Het kasteel is nu de thuisbasis van het Museum van Wereldculturen. Zijn natuurhistorische exemplaren uit Nieuw-Guinea bevinden zich in het Natuurhistorisch Museum van Giacomo Doria in Genua.

## Kritiek en invloeden
Latere koloniale bestuurders van Brits Nieuw-Guinea zoals Peter Scratchley, William MacGregor en John Hubert Plunkett Murray waren kritisch over de methoden die D'Albertis gebruikte. Hoewel deze bestuurders zelf verschillende repressieve en bestraffende maatregelen voerden tegen de inheemse volkeren, erkenden ze dat de technieken van D'Albertis zeer schadelijk waren bij het vergemakkelijken van de Britse kolonisatie.
D'Albertis was echter niet de eerste of de laatste die dergelijke onverantwoordelijke plunderacties op de Fly River en nabijgelegen rivieren uitvoerde. Kapitein Blackwood van de HMS Fly (waarnaar de rivier is vernoemd) was in 1846 betrokken bij onbeschaamde overvallen op dorpen aan de rivier, inclusief het bombarderen van hun huizen. Ook maakte kapitein John Strachan een paar jaar na de reizen van D'Albertis een expeditie langs de nabijgelegen rivier de Mai Kussa, die nog verwoestender was dan die van de Italiaan. Strachan, die in een chronische staat van irrationele paranoia en slapeloosheid leek te verkeren, improviseerde een torpedo-achtig wapen tegen een transport van inheemse kano's en veroorzaakte een grote hoeveelheid schade en slachtoffers. In een hoge staat van angst moest Strachan later zijn schip verlaten en te voet terugkeren naar de kust, waarbij hij onderweg moordpartijen pleegde op inheemse mensen. Strachan werd later beschuldigd als een op heterdaad betrapte moordenaar die kniediep in het bloed door Nieuw-Guinea had gewalst. Hij vroeg bescherming aan bij Lord Derby en vervolgens werd er geen aanklacht ingediend.

## Eponiemen
Een aantal reptielensoorten uit Nieuw-Guinea werden genoemd ter ere van d'Albertis, maar de meeste zijn later synoniem geworden van andere soorten.
- Gonyocephalus (Lophosteus) albertisii W. Peters & Doria, 1878, nu Hypsilurus papuensis (Macleay, 1877)
- Heteropus Albertisii W. Peters & Doria, 1878, nu Carlia bicarinata (Macleay, 1877)
- Liasis albertisii W. Peters & Doria, 1878, nu Leiopython albertisii (W. Peters & Doria, 1878) (witlippython)
- Emydura albertisii Boulenger, 1888, nu Emydura subglobosa (Krefft, 1876) (roodbuikspitskopschildpad)

Alleen de python draagt tegenwoordig de naam van d'Albertis.
Verschillende van deze soorten zijn beschreven door de Duitse natuuronderzoeker Wilhelm Peters en Giacomo Doria, de Italiaanse natuuronderzoeker en oprichter van het natuurhistorisch museum van Giacomo Doria.
Alleen Leiopython albertisii (de witlippython) wordt momenteel erkend als een geldige soort, de andere drie reptielen zijn synoniem met soorten die eerder zijn beschreven, ironisch genoeg werden er twee beschreven door entomoloog Sir William John Macleay wiens rivaliserende expeditie op de Chevert ook exemplaren verzamelde in het zuiden van Papua.
De kever Bironium albertisi (Löbl, 2021) is vernoemd naar D'Albertis.

## Overlijden
Luigi Maria d’Albertis overleed in september 1901 op 59-jarige leeftijd.

## Trivia
- Luigi Maria d'Albertis vertelde in 1880, dat hij het vlees van vier Arfakparotia’s (een paradijsvogelsoort) had gegeten. Dit telt als buitengewoon, omdat het vlees van deze vogel als vrij onaangenaam en bitter wordt omschreven en als ongenietbaar geldt.

## Publicaties
- New Guinea: What I did and what I saw. 2 banden. Sampson Low, Marston, Searle & Rivington, London, 1880.